# بنيامين وو
القس بنيامين وو (بالإنجليزية: Benjamin Waugh)‏ (20 فبراير 1839 - 11 مارس 1908) كان مصلح اجتماعي فيكتوري وناشط اجتماعي ولقد أسس العديد من الجمعيات الخيرية في المملكة المتحدة مثل الجمعية الوطنية لمنع القسوة ضد الأطفال وكان في أواخر القرن التاسع عشر، ويعتبر أيضا كاتب تراتيل مسيحية.

## عن حياته
ولد بنيامين في شمال يوركشير وكان والده يعمل في صناعة الأسراج للخيول، درس في الكلية اللاهوتية في برادفورد قبل أن ينتقل إلى نيوبري، بيركشاير، ثم في عام 1866 إلى لندن.

## معرض صور

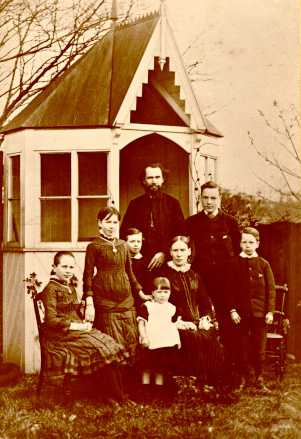
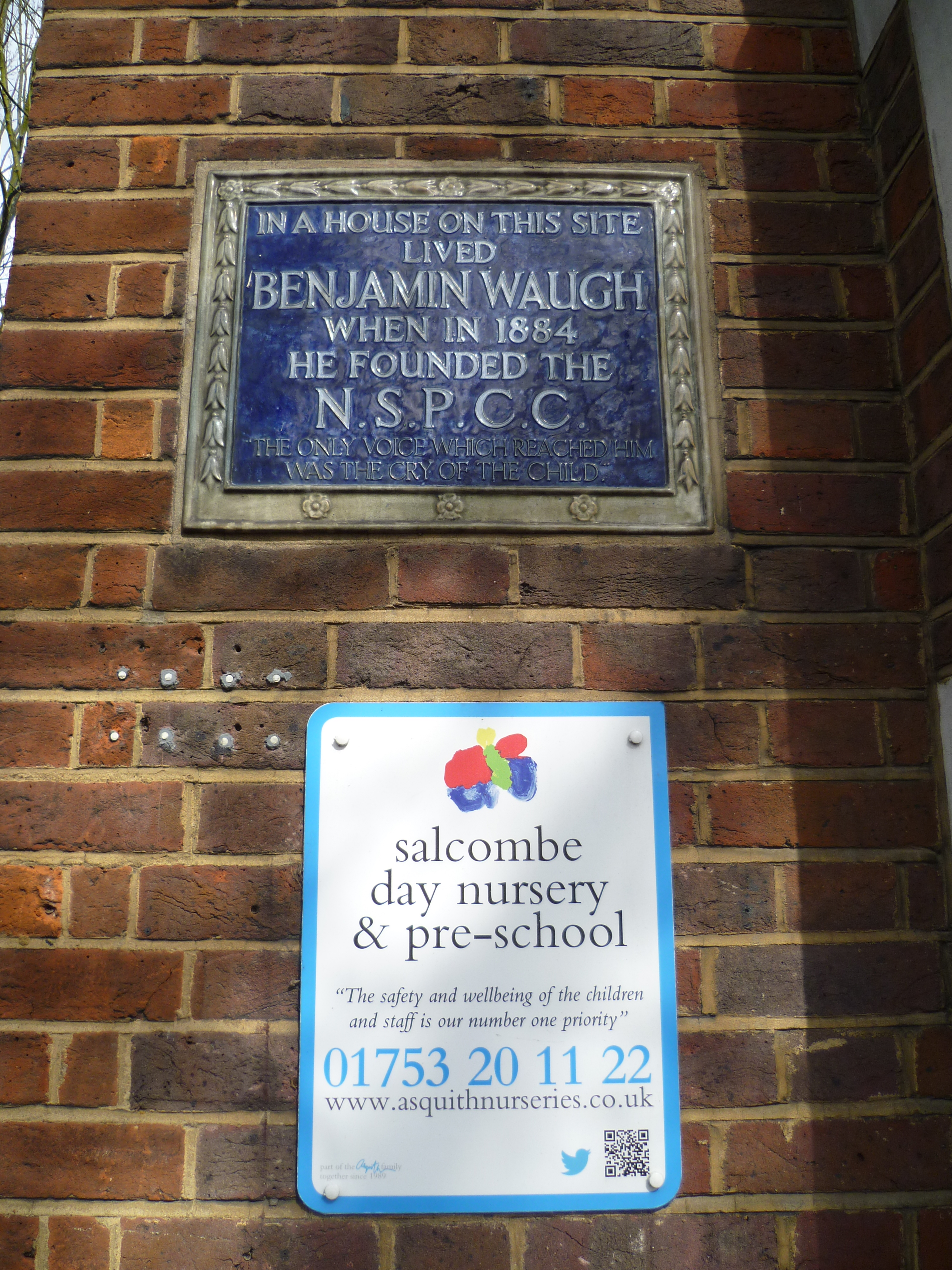
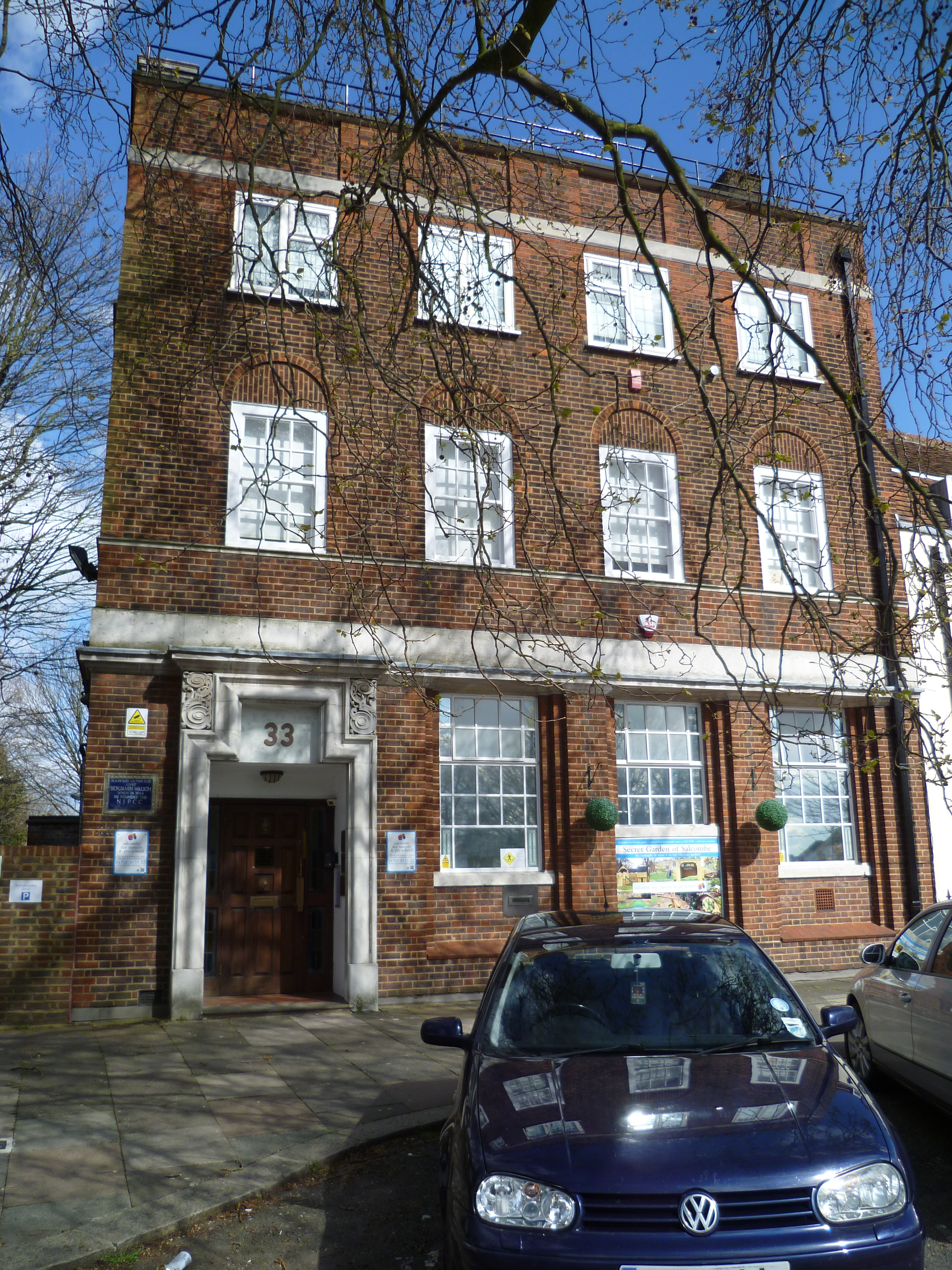
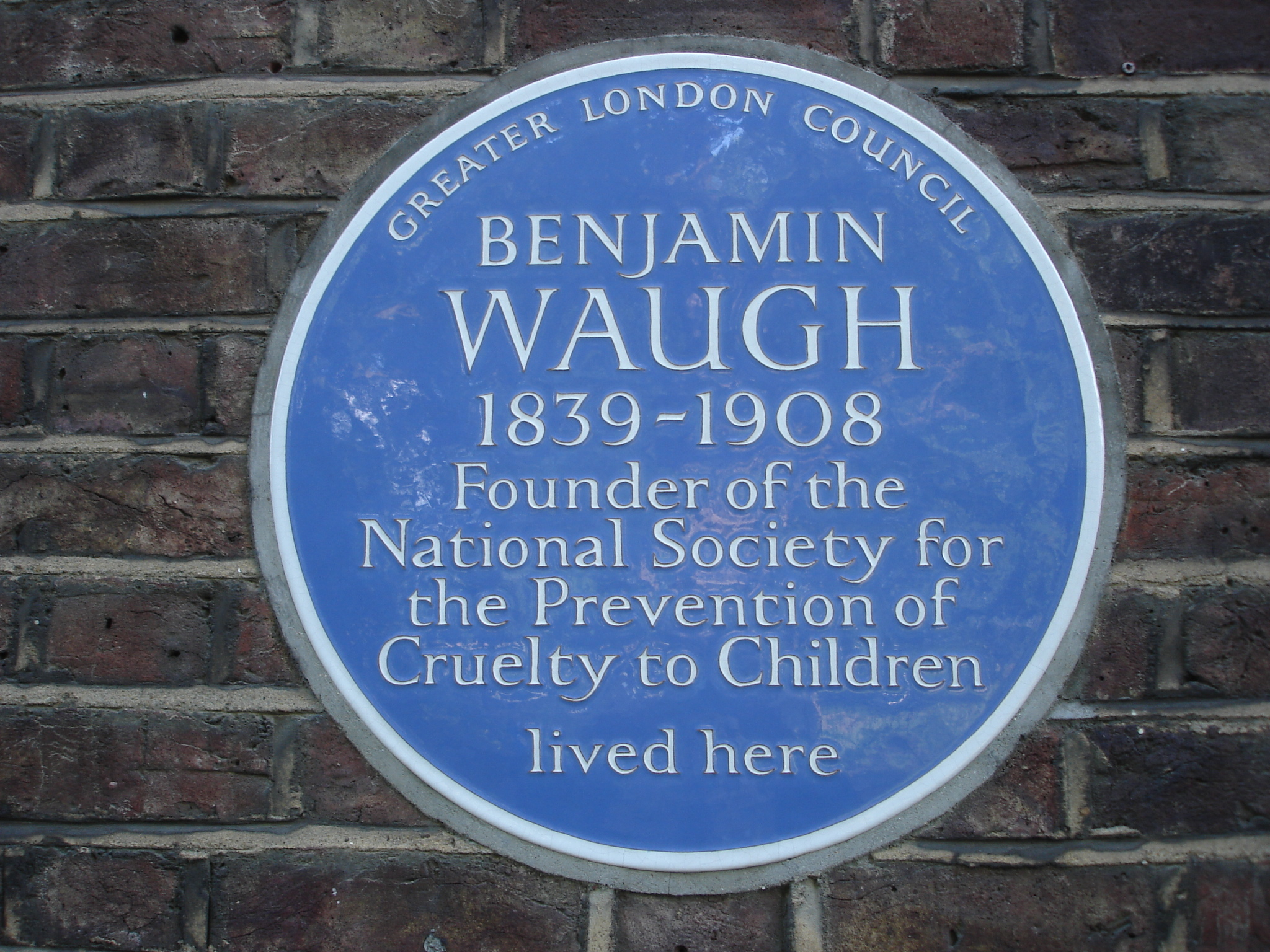

## روابط خارجية
- مؤلفات بنيامين وو في مشروع غوتنبرغ
- أعمال أو نبذة عن بنيامين وو على أرشيف الإنترنت